# 遙遠時空 (遊戲)
《遙遠時空》是由光荣的Ruby Party開發、任天堂於2000年發行的少女戀愛冒險遊戲。
遙遠時空OVA~紫陽花物語＆白龍之神子　東森電影台2005年12/4晚間9點 群英社代理

## 故事
一名普通的女子高中學生元宮茜，在開學典禮當天與同級同學森村天真、後輩的流山詩紋一同被不可思議的古井口吸進了異世界中。

## 角色

### 主角
元宮茜
聲 - 川上倫子
16歲（根據生日設定不同可以是15歲）。身高160cm。
白龍神子。

### 八葉
源賴久
聲 - 三木真一郎
25歲。身高185cm。10月9日出生。天之青龍。五行屬性：木。寶玉位置：左耳上部。
森村天真
聲 - 關智一
17歲。身高180cm。4月2日出生。地之青龍。五行屬性：木。寶玉位置：左肩。
伊乃里
聲 - 高橋直純
15歲。身高163cm。8月18日出生。天之朱雀。五行屬性：火。寶玉の位置：額頭。
流山詩紋
聲 - 宮田幸季
14歲。身高158cm。2月25日出生。地之朱雀。五行屬性：土。寶玉位置：右手甲。
藤原鷹通
聲 - 中原茂
19歲。身長175cm。12月22日出生。天之白虎。五行屬性：金。寶玉位置：右首筋。
橘友雅
聲 - 井上和彥
31歲。身高183cm。6月11日出生。地之白虎。五行屬性：金。寶玉位置：鎖骨間。
永泉
聲 - 保志總一朗
17歲。身高166cm。7月6日出生。天之玄武。五行屬性：水。寶玉位置：左掌。
當世皇帝之弟，因懼怕自己位於高處的壓力，自願出家。
安倍泰明
聲 - 石田彰
21歲。身高179cm。9月14日出生。地之玄武。五行屬性：水。寶玉位置：右眼下。

#### 星之一族
藤公主
聲 - 大谷育江
10歲。身高135cm。6月15日出生。

### 鬼之一族
亞克拉姆
聲 - 置鮎龍太郎
26歲。身高182cm。12月4日出生。
伊克特达尔
聲 - 石井康嗣
35歲。身高193cm。11月1日出生。
席琳
聲 - 川村万梨阿
24歲。身高170cm。3月7日出生。
塞弗尔
聲 - 淺川悠
14歲。身高163cm。5月15日出生。
蘭（森村蘭）
聲 - 桑島法子
16歲。身高165cm。1月17日出生。黑龍神子。

### 遥远时空中 舞一夜 登场角色
多季史
聲 - 櫻井孝宏
23歲。

## 發行
- 遥远时空中【PS（2000/4/6）、GBA（2002/8/23）】
- 遥远时空中〜盘上游戏〜【PS（2003/6/26）】
- 遥远时空中〜八叶抄〜【PS2（2005/4/1）】（初代游戏加强移植版）
- 遥远时空中 彩绘手箱【PSP（2005/4/1）】
- 遥远时空中〜舞一夜〜【PS2（2006/9/21）、DS（2006/11/30）】NDS上的舞一夜并非恋爱养成游戏，而是可以自己编写剧本进行故事的类文字游戏。

### 跨媒體
改編原創動畫錄影帶（OVA）《遙遠時空〜紫陽花物語〜》共分上下兩集，分別於2002年3月27日和2003年1月22日由光榮發行。片頭曲《櫻吹雪》和片尾曲《flowin'〜浮雲〜》均由DASEIN演唱。
CAST
- 元宮茜（聲：川上倫子）
- 源賴久（聲：三木真一郎）
- 森村天真（聲：關智一）
- 夷乃里（聲：高橋直純）
- 流山詩紋（聲：宮田幸季）
- 藤原鷹通（聲：中原茂）
- 橘友雅（聲：井上和彦）
- 永泉（聲：保志總一朗）
- 安倍泰明（聲：石田彰）
- 藤姬（聲：大谷育江）
- 亞克拉姆（聲：置鮎龍太郎）
- 森村蘭（聲：桑島法子）
- 席琳（聲：川村万梨阿）
- 塞弗尔（聲：淺川悠）
- （聲：熊井統子）
- 梓（聲：永島由子）